# FIDE-Album
Das FIDE-Album ist eine Veröffentlichung der FIDE, in der die besten Schachkompositionen im Schach dargestellt werden. Das Album erscheint alle drei Jahre. Die Anzahl der Veröffentlichungen im FIDE-Album entscheidet über die Titelvergabe für Komponisten.

## Abteilungen
In jedem FIDE-Album gibt es acht Abteilungen:
- Zweizüger
- Dreizüger
- Mehrzüger
- Studien
- Hilfsmatts
- Selbstmatts
- Märchenschach
- Retroanalyse

## Aufnahme einer Schachkomposition
Rechtzeitig vor Erscheinen eines neuen Albums erfolgt eine Ausschreibung. Darauf bewerben sich interessierte Komponisten mit ihren Schachkompositionen für die jeweilige Abteilung.
Für jede Abteilung gibt es eine vierköpfige Kommission, welche die eingereichten Schachkompositionen bewertet. Diese Kommission besteht aus einem Direktor und 3 Richtern. Alle Kommissionsmitglieder sind in der Regel „Internationaler Schiedsrichter für Schachkomposition“. Jeder Richter bewertet alle eingereichten Aufgaben mit einer Punktzahl von 0 (= schlecht)  bis 4 (= gut).
Erhält eine Schachkomposition in der Summe 8 oder mehr Punkte (eventuell auch 7,5 Punkte, falls die Anzahl der ausgewählten Kompositionen mit acht und mehr Punkten in der Abteilung unter einem bestimmten Anteil liegt), dann wird sie in das FIDE-Album aufgenommen.

## Titelvergabe für Komponisten
Für jede Aufgabe, die in ein FIDE-Album aufgenommen wird, erhält der Komponist 1 Punkt. Für Endspielstudien gibt es 1,67 Punkte. Bei mehreren Autoren einer Aufgabe werden die Punkte geteilt. Abhängig von der erreichten Punktzahl werden an die Komponisten Titel vergeben:
- 12 Punkte: FIDE-Meister
- 25 Punkte: Internationaler Meister
- 70 Punkte: Großmeister

Insgesamt wurden in den ersten 19 FIDE-Alben (bis Album 1998–2000) 18.751 Kompositionen nachgedruckt. Petko Petkow führte mit 333,50 Punkten die Punkteliste vor Hans-Peter Rehm (202,70 Punkte) und Michel Caillaud (200,92 Punkte) an.